# CD Travadores
El Clube Desportivo Travadores es una club multideportivo en la ciudad de la Praia en la isla de Santiago de Cabo Verde. El club tiene varias secciones entre las que se encuentran fútbol, baloncesto, voleibol y atletismo.
Fue fundado en el 15 de octubre de 1930 en la capital, Praia.

## Estadio

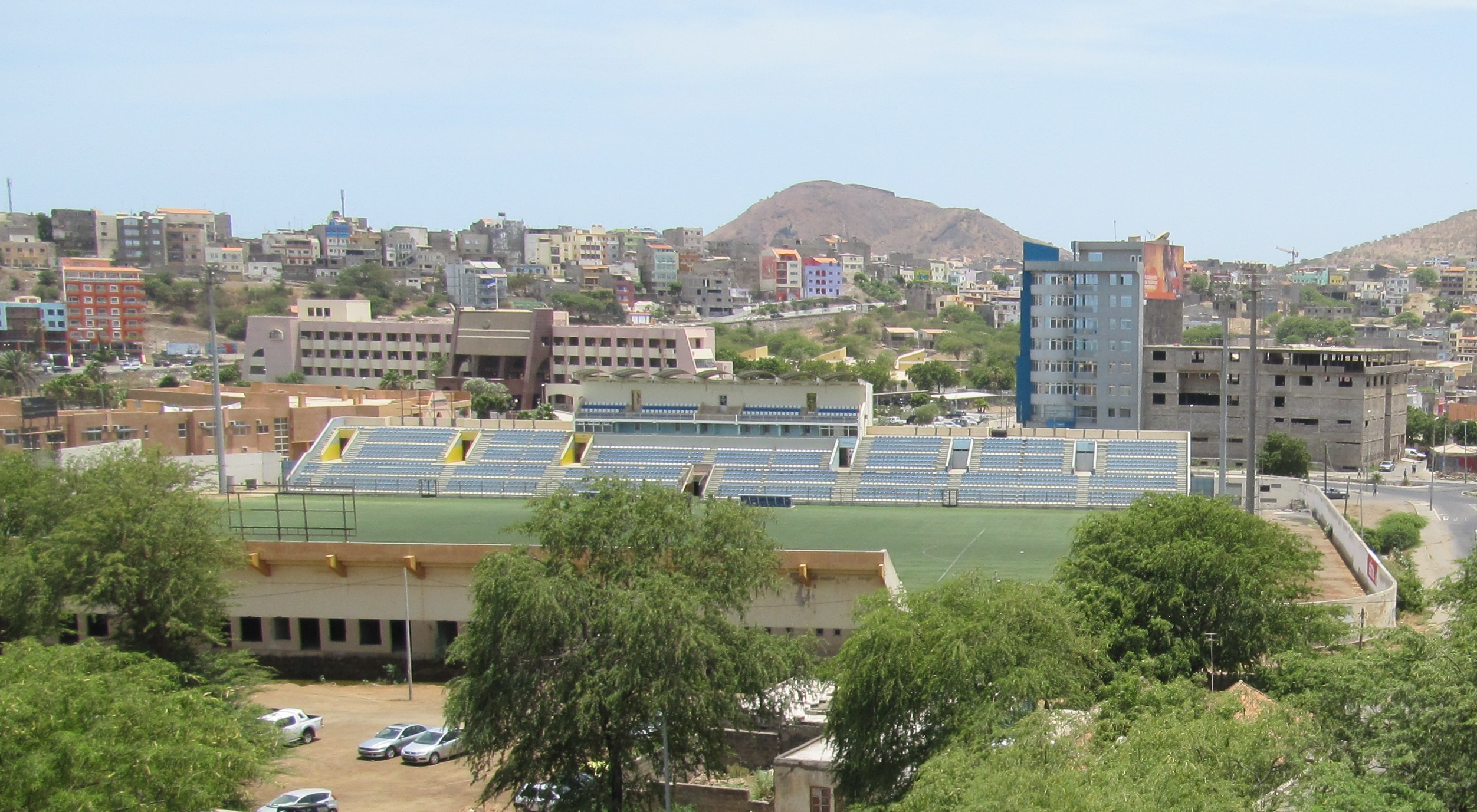
Estadio de Várzea.

El Clube Desportivo Travadores juega sus partidos en el estadio de Várzea, el cual comparte con el resto de equipos de la ciudad, ya que en él se juegan todos los partidos del campeonato regional de Santiago Sur. Tiene una capacidad para 8.000 espectadores.
Los entrenamientos son realizados en el estadio de Várzea y en el campo de Sucupira.

## Títulos
- Campeonato caboverdiano de fútbol: 4
  - Antes de la independencia (2): 1972 y 1974
  - Después de la independencia (2) 1994 y 1996
- Campeonato regional de Santiago Sur: 1

2002-03
- Copa Regional (Praia): 1

2013

## Participación en competiciones de la CAF
- Liga de Campeones de la CAF: 1 aparición

1997 - Primera Ronda
- Copa CAF: 1 aparición

1993 - Ronda Preliminar
- Copa Africana de Clubes Campeones: 1 aparición

1995 - Primera Ronda

## Jugadores y cuerpo técnico

### Jugadores internacionales
- Loloti
- Eduardo Vargas Fernandes
- Tchesco

## Otras secciones y filiales
El club tuvo en el pasado equipos de baloncesto y balonmano, que debido a la crisis económica que tenía el club tuvo que cerrar otras secciones del club.